# 울산광역시의 선거구
울산광역시의 선거구는 국회의원 선거구 6개, 시의원 선거구 19개로 이루어져 있으며 5개의 구·군의원의 선거구도 존재한다.

## 국회의원 선거구
| 번호 | 선거구명 | 관할 구역                                                              |
| ---- | -------- | ---------------------------------------------------------------------- |
| 1    | 중구     | 중구 전 지역                                                           |
| 2    | 남구 갑  | 남구 신정1동, 신정2동, 신정3동, 신정4동, 신정5동, 삼호동, 무거동, 옥동 |
| 3    | 남구 을  | 남구 달동, 삼산동, 야음장생포동, 대현동, 수암동, 선암동                |
| 4    | 동구     | 동구 전 지역                                                           |
| 5    | 북구     | 북구 전 지역                                                           |
| 6    | 울주군   | 울주군 전 지역                                                         |

## 시의원 선거구
| 번호 | 선거구명         | 관할 구역                                             |
| ---- | ---------------- | ----------------------------------------------------- |
| 1    | 중구 제1선거구   | 중구 성안동, 중앙동, 복산1동, 복산2동, 학성동         |
| 2    | 중구 제2선거구   | 중구 병영1동, 병영2동                                 |
| 3    | 중구 제3선거구   | 중구 다운동, 태화동, 우정동                           |
| 4    | 중구 제4선거구   | 중구 반구1동, 반구2동, 약사동                         |
| 5    | 남구 제1선거구   | 남구 신정1동, 신정2동, 신정3동, 신정5동               |
| 6    | 남구 제2선거구   | 남구 옥동, 신정4동                                    |
| 7    | 남구 제3선거구   | 남구 삼호동, 무거동                                   |
| 8    | 남구 제4선거구   | 남구 삼산동, 야음장생포동                             |
| 9    | 남구 제5선거구   | 남구 달동, 수암동                                     |
| 10   | 남구 제6선거구   | 남구 대현동, 선암동                                   |
| 11   | 동구 제1선거구   | 동구 방어동, 화정동, 대송동                           |
| 12   | 동구 제2선거구   | 동구 일산동, 전하1동, 전하2동                         |
| 13   | 동구 제3선거구   | 동구 남목1동, 남목2동, 남목3동                        |
| 14   | 북구 제1선거구   | 북구 농소1동, 송정동, 강동동                          |
| 15   | 북구 제2선거구   | 북구 농소2동, 농소3동                                 |
| 16   | 북구 제3선거구   | 북구 효문동, 양정동, 염포동                           |
| 17   | 울주군 제1선거구 | 울주군 온산읍, 온양읍, 서생면                         |
| 18   | 울주군 제2선거구 | 울주군 범서읍, 청량면, 웅촌면                         |
| 19   | 울주군 제3선거구 | 울주군 언양읍, 두동면, 두서면, 상북면, 삼남면, 삼동면 |

## 같이 보기
- 대한민국의 선거구